# Olympische Sommerspiele 1980/Teilnehmer (Sri Lanka)
| Gelbes Symbol für Goldmedaillen mit stilisierten Olympischen Ringen | Graues Symbol für Silbermedaillen mit stilisierten Olympischen Ringen | Braundes Symbol für Bronzemedaillen mit stilisierten Olympischen Ringen |
| ------------------------------------------------------------------- | --------------------------------------------------------------------- | ----------------------------------------------------------------------- |
| —                                                                   | —                                                                     | —                                                                       |

Sri Lanka nahm an den Olympischen Sommerspielen 1980 in Moskau mit einer Delegation von vier männlichen Athleten teil. Einziger Wettbewerb war die 4-mal-400-Meter-Staffel der Männer, diese schied im Vorlauf aus.

## Teilnehmer nach Sportarten

### Leichtathletik
- Samararatne Dharmasena, Newton Perera, Appunidage Premachandra & Kosala Sahabandu
4 × 400 m: Vorläufe